# Hachette Filipacchi Médias

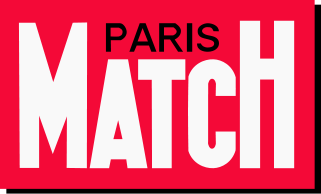
La testata del settimanale Paris Match

Hachette Filipacchi Médias (HFM) è una società editrice del gruppo francese Lagardère attiva nel settore dei periodici. Con 260 testate in 34 Paesi, tra cui i settimanali Paris Match e Elle e in Italia con la Hachette Rusconi, è il primo Gruppo editoriale mondiale di periodici.